# 方原
方原，中华人民共和国政治人物、全国脱贫攻坚先进个人。

## 生平
方原任广西壮族自治区柳州市融水苗族自治县安太乡江竹村第一书记，西北工业大学学生处业务主管。因在脱贫攻坚战中作出突出贡献，2021年2月25日全国脱贫攻坚总结表彰大会上，方原被授予“全国脱贫攻坚先进个人”。